# 佐伯常人
佐伯 常人（さえき の つねひと）は、奈良時代の貴族。官位は正四位下・衛門督。

## 経歴
天平9年（737年）従六位下から一挙に四階昇進して外位ながら従五位下に叙せられ、翌天平10年（738年）丹波守に任ぜられる。天平11年（739年）には早くも内位の従五位下となる。
天平12年（740年）8月末に大宰少弐・藤原広嗣が九州で反乱を起こすと、大将軍・大野東人らに続いて、9月5日に討伐のために勅使として九州へ派遣される（この時の官職は衛門督）。同月22日に式部少輔・安倍虫麻呂と共に隼人24名・軍士4000名を率いて九州に渡海し、板櫃の営に陣取った。10月9日に藤原広嗣が10000名の兵士を率いて板櫃川に到着し、渡河しようとしたため、常人は虫麻呂と共に弩を射てこれを阻止した。常人は軍士6000名を率いて川の東岸に布陣すると、自陣営の隼人に「反逆人の広嗣に従って官軍に抵抗する者はその身を滅ぼすだけでなく、罪は妻子親族に及ぶ」旨を呼びかけさせた。そのため、広嗣が率いる隼人や兵士は敢えて箭を射かけようとしなかった。この時に常人らは広嗣に対して10回も呼びかけたが、応答はなかった。少し時間をおいて広嗣が騎乗のまま進み出て、朝廷に背くつもりはなく朝廷を乱している二人（下道真備・玄昉）を却けることを請う旨返答する。これに対して常人らは「勅符を下賜するために大宰府の典（三等官）以上を召喚したのに拘わらず、なぜ兵を発して押し寄せてきたのか」と言ったところ、広嗣は返答できずに馬に乗って戻ってしまった。この経緯を見て広嗣側の兵士数十名が官軍側に降伏した（板櫃川の戦い）。11月に入って乱が鎮圧されたのちに行われた叙位において、常人は正五位下に叙せられている。
その後も、天平13年（741年）正五位上、天平15年（743年）従四位下、天平20年（748年）従四位上と聖武朝後半にかけて順調に昇進し、天平21年（749年）正四位下に至る。またこの間、天平17年（745年）正月の紫香楽宮遷都に際して、急な造都であったことから本来その役割を担うべき石上・榎井両氏を召集できなかったため、兵部卿・大伴牛養と共に大楯と槍を宮の門に立てる役割を務めている。

## 官歴
『続日本紀』による。
- 時期不詳：従六位下
- 天平9年（737年） 9月28日：外従五位下
- 天平10年（738年） 4月22日：丹波守
- 天平11年（739年） 正月13日：従五位下
- 時期不詳：従五位上
- 天平12年（740年） 10月9日：見衛門督。11月21日：正五位下
- 天平13年（741年） 閏3月5日：正五位上
- 天平15年（743年） 5月5日：従四位下
- 天平17年（745年） 正月1日：見衛門督
- 天平20年（748年） 2月19日：従四位上
- 天平21年（749年） 4月1日：正四位下